# Шилкинський район
Ши́лкинський район (рос. Шилкинский район) — район у складі Забайкальського краю Російської Федерації.
Адміністративний центр — місто Шилка.

## Населення
Населення — 39024 особи (2019; 43194 в 2010, 47453 у 2002).

## Адміністративний поділ
Район адміністративно поділяється на 3 міських та 11 сільських поселень:
| Поселення                            | Площа, км² | Населення, осіб (2002) | Населення, осіб (2010) | Населення, осіб (2019) | Центр           | Населені пункти |
| ------------------------------------ | ---------- | ---------------------- | ---------------------- | ---------------------- | --------------- | --------------- |
| Первомайське міське поселення        | 295,99     | 13862                  | 12709                  | 11775                  | Первомайський   | 4               |
| Холбонське міське поселення          | 108,06     | 3396                   | 3165                   | 2750                   | Холбон          | 2               |
| Шилкинське міське поселення          | 353,57     | 15305                  | 14539                  | 13143                  | Шилка           | 2               |
| Богом'ягковське сільське поселення   | 920,60     | 1240                   | 1039                   | 960                    | Богом'ягково    | 4               |
| Верхньохілинське сільське поселення  | 313,15     | 1311                   | 1087                   | 961                    | Верхня Хіла     | 3               |
| Галкинське сільське поселення        | 385,62     | 1151                   | 1164                   | 1044                   | Галкино         | 4               |
| Казановське сільське поселення       | 570,16     | 2482                   | 2203                   | 1918                   | Казаново        | 2               |
| Мірсановське сільське поселення      | 449,89     | 1048                   | 847                    | 786                    | Мірсаново       | 3               |
| Новоберезовське сільське поселення   | 309,58     | 1098                   | 885                    | 743                    | Новоберезовське | 4               |
| Номоконовське сільське поселення     | 477,81     | 706                    | 610                    | 523                    | Номоконово      | 3               |
| Ононське сільське поселення          | 523,36     | 2144                   | 1806                   | 1594                   | Ононське        | 3               |
| Розмахнінське сільське поселення     | 592,10     | 1498                   | 1370                   | 1314                   | Розмахніно      | 3               |
| Усть-Теленгуйське сільське поселення | 297,15     | 842                    | 678                    | 614                    | Усть-Теленгуй   | 3               |
| Чиронське сільське поселення         | 477,05     | 1370                   | 1092                   | 899                    | Чирон           | 3               |

## Найбільші населені пункти
| №  | Населений пункт | Населення, осіб (2002) | Населення, осіб (2010) |
| -- | --------------- | ---------------------- | ---------------------- |
| 1  | Шилка           | 14748                  | 13947                  |
| 2  | Первомайський   | 13098                  | 12154                  |
| 3  | Холбон          | 2652                   | 2611                   |
| 4  | Казаново        | 2382                   | 2146                   |
| 5  | Ононське        | 1478                   | 1284                   |
| 6  | Розмахніно      | 1018                   | 979                    |
| 7  | Чирон           | 1088                   | 880                    |
| 8  | Верхня Хіла     | 884                    | 796                    |
| 9  | Мірсаново       | 795                    | 643                    |
| 10 | Галкино         | 624                    | 624                    |